# 許永祥
許永祥（1959年—2022年5月6日），台灣病理科醫師、慈濟大學教授。

## 生平
1979年，許永祥自台南第一高級中學畢業後，就讀中國醫藥大學醫學系。1986年錄取台灣大學病理研究所碩士班。1989年畢業後，留任台大醫院擔任病理科住院醫師，並於隔年完成專科醫師訓練。由於台大醫院沒有主治醫師職缺，在侯書文醫師的引薦下到剛成立的花蓮慈濟醫院就職，於是許永祥於當年7月19日開始擔任花蓮慈濟醫院病理科主治醫師，為該院第一位專任病理科醫師。1995年至南加州大學進修。
許永祥在慈濟醫院創建病理科後，積極進行洽詢病理解剖。在其經營下，花蓮慈濟醫院成為台灣少數持續進行病理解剖的醫院，並完成了許多罕見病例的解剖，台灣第一例狂牛症病例解剖亦是由其執刀完成。慈濟醫學院（今慈濟大學）成立後，許永祥在校長李明亮的指示下，於1997年創立了病理學科，並將台大醫院病理討論會的經驗引入慈濟大學。2013年榮獲花蓮縣第15屆優良醫師，2015年榮獲第8屆花蓮縣醫療奉獻獎。
2021年，許永祥醫師罹患胰臟癌，隔年5月6日病逝於花蓮慈濟醫院。遺體依其生前遺願，捐贈予學生李明勳醫師和陳彥璋醫師進行病理解剖研究。

## 經歷
- 慈濟大學病理學科副教授（2000年－2015年）[1]
- 慈濟大學病理學科教授（2015年－2022年）[1]
- 花蓮慈濟醫院解剖病理科主任
- 台灣病理學會理事
- 中華民國比較病理學會理事長